# Berättelsen om Pi (film)
Berättelsen om Pi (originaltitel: Life of Pi) är en dramafilm som hade premiär 21 november 2012 i USA och  21 december samma år i Sverige. Filmen är baserad på Yann Martels Bookerprisvinnande roman med samma namn från 2001. Ang Lee står för regin och David Magee för manus och i titelrollen som Pi Patel finns Suraj Sharma. Vid Oscarsgalan 2013 blev filmen galans stora vinnare med fyra priser, bland annat belönades Ang Lee för Bästa regi.

## Handling
I Kanada berättar en indisk man vid namn Pi Patel sitt livs historia för författaren Yann Martel om när han som pojke blev den enda överlevande efter ett skeppsbrott i Stilla havet när han och hans familj skulle emigrera till Kanada. Pis enda sällskap på livbåten var den vildsinta bengaliska tigern Richard Parker. Under resan för att överleva, där Pi och Richard Parker fick uppleva naturens storslagenhet och raseri, skapades det samtidigt ett lika fantastiskt som oväntat band mellan det skeppsbrutna paret.  

## Rollista (i urval)
- Suraj Sharma – Piscine Molitor "Pi" Patel
- Irrfan Khan – Pi Patel som vuxen
- Tabu – Gita Patel, Pis mor
- Rafe Spall – Yann Martel, författaren
- Gérard Depardieu – Kocken
- Adil Hussain – Santosh Patel, Pis far
- Ayush Tandon – Pi Patel som barn
- Shravanthi Sainath – Anandi, Pis flickvän
- Vibish Sivakumar – Ravi Patel, Pis bror
- Mohamed Abbas Khaleeli – Yngre Ravi Patel
- Ayan Khan – Ravi Patel som barn
- Gautam Belur – Femårige Pi Patel
- James Saito – Äldre japansk försäkringsutredare
- Jun Naito – Yngre japansk försäkringsutredare
- Andrea Di Stefano – Prästen

## Svenska röster
- Tom Ljungman – Piscine Molitor "Pi" Patel
- Figge Norling – Pi Patel som vuxen
- Livia Millhagen – Gita Patel, Pis mor
- Gustaf Hammarsten – Yann Martel, författaren
- Adam Fietz – Kocken
- Roger Storm – Santosh Patel, Pis far
- Buster Isitt – Pi Patel som barn
- Anna Isbäck – Anandi, Pis flickvän
- Göran Berlander – Äldre japansk försäkringsutredare
- Andreas Nilsson – Yngre japansk försäkringsutredare

## Utmärkelser
| Priser och nomineringar | Priser och nomineringar   | Priser och nomineringar                                                      | Priser och nomineringar | Priser och nomineringar |
| Utmärkelse              | Kategori                  | Mottagare                                                                    | Resultat                |                         |
| ----------------------- | ------------------------- | ---------------------------------------------------------------------------- | ----------------------- | ----------------------- |
| Oscar                   | Bästa regi                | Ang Lee                                                                      | Vann                    |                         |
| Oscar                   | Bästa filmmusik           | Mychael Danna                                                                | Vann                    |                         |
| Oscar                   | Bästa foto                | Claudio Miranda                                                              | Vann                    |                         |
| Oscar                   | Bästa specialeffekter     | Bill Westenhofer, Guillaume Rocheron, Erik-Jan de Boer och Donald R. Elliott | Vann                    |                         |
| Oscar                   | Bästa film                | Ang Lee, Gil Netter och David Womark                                         | Nominerad               |                         |
| Oscar                   | Bästa manus efter förlaga | David Magee                                                                  | Nominerad               |                         |
| Oscar                   | Bästa sång                | Mychael Danna och Bombay Jayashri - "Pi's Lullaby"                           | Nominerad               |                         |
| Oscar                   | Bästa ljudredigering      | Eugene Gearty och Philip Stockton                                            | Nominerad               |                         |
| Oscar                   | Bästa ljud                | Ron Bartlett, Doug Hemphill och Drew Kunin                                   | Nominerad               |                         |
| Oscar                   | Bästa scenografi          | David Gropman och Anna Pinnock                                               | Nominerad               |                         |
| Oscar                   | Bästa klippning           | Tim Squyres                                                                  | Nominerad               |                         |
| Golden Globes           | Bästa musik               | Mychael Danna                                                                | Vann                    |                         |
| Golden Globes           | Bästa film – drama        | Berättelsen om Pi                                                            | Nominerad               |                         |
| Golden Globes           | Bästa regi                | Ang Lee                                                                      | Nominerad               |                         |